# Hatherleigh
Hatherleigh est une ville et une paroisse civile du Devon en Angleterre. Il est situé dans le district de West Devon, à 39,6 kilomètres de Exeter. Sa population est de 1 729 habitants (2011). Dans Domesday Book de 1086, il a été énuméré comme Adrelei/Hadreleia.